# TOPMANGA
TOPTOON（トップトゥーン）は株式会社 TOPCO JAPANから
WEBマンガの配信サービスを提供している。
主に日本、韓国、台湾を中心に展開しており、2016年2月現在でその会員数は1300万人を越える。

## 概要
日本、韓国、台湾でウェブ漫画のサービスを展開している。コンテンツは無料と有料のコンテンツがある。有料コンテンツはコインを購入し、コインを使用することによって見ることが出来るシステムになっている。今後は「本日無料」というイベントを通して毎日無料で読むことが出来る漫画を一作品ずつ公開する予定である。既存のウェブ漫画（世界的に流通している）だけではなく、日本の単行本漫画のサービスも開始した。

## 代表タイトル（連載中）
1. 壁穴開いてます→立ち読み
2. アヤシイ勉強会→立ち読み
3. 出すまでお支払い完了しません♥→立ち読み
4. 異世界☆人妻ハンター→立ち読み
5. 抜け出せない母親の沼→立ち読み
6. 下宿物語→立ち読み
7. 今日から友達シよ！→立ち読み
8. ゲキアツ☆幼痴園→立ち読み
9. 代理贖罪--俺はアイツの母親に制裁する-→立ち読み
10. セク☆ドル→立ち読み

## 代表タイトル（完結）
1. モットねらいうち➸♡→立ち読み
2. Yummy-×-Yummy→立ち読み
3. 悪い男→立ち読み
4. 私を熱くして→立ち読み
5. 事情(ワケ)あり家族→立ち読み
6. ハりまくり!-テント日和!→立ち読み
7. ハジけろ！夏の果実→立ち読み
8. お姉さんの友達→立ち読み
9. ヒロインアプリ→立ち読み
10. ダンシング・マイ・スワン→立ち読み

## コンテンツの決済手段（コインチャージ）
- クレジッドカード
- SoftBank
- WebMoney
- ビットキャッシュ
- 楽天ID決済
- セキュリティーマネー
- 銀行振込
- G-MONEY
- Yahoo!ウォレット